# Jesse Anthony
Jesse Anthony (* 12. Juni 1985 in Beverly, Massachusetts) ist ein US-amerikanischer Radrennfahrer.
Im Cyclocross wurde Anthony dreimal US-amerikanischer Meister des U23 und siegte bei mehreren Eliterennen des internationalen Kalenders. Auf der Straße gewann er unter anderem 2011 eine Etappe der Tour of Utah und 2016 zwei Etappen und die Punktewertung der Tour de la Guadeloupe.

## Erfolge

### Cross
2002/2003
- US-amerikanischer Meister (Junioren)

2003/2004
- US-amerikanischer Meister (U23)

2004/2005
- US-amerikanischer Meister (U23)

2006/2007
- US-amerikanischer Meister (U23)

2007/2008
- Grand Prix of Gloucester 2, Gloucester
- The Cycle-Smart International, Northampton

2010/2011
- Granogue Cross 1, Wilmington
- Granogue Cross 2, Wilmington

### Straße
2010
- Gesamtwertung Festningsrittet

2011
- eine Etappe Tour of Utah

2014
- White Spot Delta Road Race

2016
- zwei Etappen und Punktewertung Tour de la Guadeloupe

## Teams
- 2006 Kodakgallery.com-Sierra Nevada
- 2007 Kodakgallery.com-Sierra Nevada
- 2008 Team Type 1
- 2009 Team Type 1
- 2010 Kelly Benefit Strategies
- 2011 Kelly Benefit Strategies-OptumHealth
- 2012 Team Optum-Kelly Benefit Strategies
- 2013 Optum-Kelly Benefit Strategies
- 2014 Optum-Kelly Benefit Strategies
- 2015 Optum-Kelly Benefit Strategies
- 2016 Rally Cycling
- 2017 Rally Cycling
- 2018 Rally Cycling